# Синус-верзус

Определение тригонометрических функций на единичной окружности. Отрезок CD описывает версинус

Си́нус-ве́рзус (лат. sinus versus — обращённый синус; другие названия: верси́нус, си́нус ве́рсус, называется также «стре́лка дуги́») — одна из редко используемых тригонометрических функций. Синус-верзус угла {\displaystyle \vartheta } обозначается символом {\displaystyle \operatorname {versin} \vartheta ;} иногда используются обозначения {\displaystyle \operatorname {vers} \vartheta ,\quad \sin \,\operatorname {vers} \vartheta .}

## Определение
Синус-верзус определяется с помощью синуса и косинуса как
{\displaystyle \operatorname {versin} \vartheta =1-\cos \vartheta =2\sin ^{2}\left({\frac {\vartheta }{2}}\right).}
Синус-верзус вместе с косинусом составляет радиус тригонометрической окружности.

## Свойства

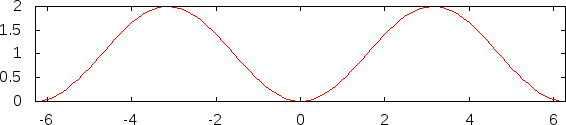
График функции синус-верзус

Версинус — периодическая функция с периодом 2π; её максимумы находятся в точках x = ±(2n + 1)π, а минимумы в точках x = ±2nπ; она определена, непрерывна и бесконечно дифференцируема для всех действительных чисел.
Синус-верзус равен отношению эксеканса (который определяется как {\displaystyle \operatorname {exsec} x=\sec x-1}) к секансу по формуле
{\displaystyle \operatorname {versin} x=\operatorname {exsec} x/\sec x}
(всюду, за исключением точек, где секанс и эксеканс не определены, т.е. при x = ±(2n + 1)π/2, однако в этих точках предел отношения равен синус-верзусу).
Дополнительной функцией к версинусу является коверсинус, который определяется как {\displaystyle \operatorname {coversin} \,\vartheta =1-\sin \vartheta =\operatorname {versin} (\vartheta +\pi /2).}
Версинус можно использовать в плоскости комплексных чисел.
Существует также функция гаверсинус (haversin, от англ. half of versine, половина версинуса), связанная с версинусом следующей формулой:
{\displaystyle {\frac {\operatorname {versin} x}{2}}=\operatorname {haversin} x.}
Производная версинуса — синус:
{\displaystyle {\frac {d}{dz}}\operatorname {versin} z=\sin z.}
Первообразная:
{\displaystyle \int \operatorname {versin} z\,dz=z-\sin z+C.}
Синус-верзус связан с функцией аккорда crd x = 2 sin(x/2) следующей формулой 
{\displaystyle \operatorname {versin} x=2\sin ^{2}(x/2)=\operatorname {crd} x\cdot \sin(x/2)={\frac {\operatorname {crd} ^{2}x}{2}}.}

## История и использование
Синус-верзус играл важную роль в навигации по звёздам, а также был удобен для ручных расчётов с использованием логарифмов. 